# Phytomyza modica
Phytomyza modica este o specie de muște din genul Phytomyza, familia Agromyzidae, descrisă de Spencer în anul 1969.
Este endemică în Ontario. Conform Catalogue of Life specia Phytomyza modica nu are subspecii cunoscute.